# گولی (آرکانزاس)
گولی (به انگلیسی: Gulley) یک منطقهٔ مسکونی در ایالات متحده آمریکا است که در شهرستان واشینگتن، آرکانزاس واقع شده‌است. گولی ۳۶۷ متر بالاتر از سطح دریا واقع شده‌است.